# Steven Erikson
Steven Erikson (pseudonimo di Steve Rune Lundin) (Toronto, 7 ottobre 1959) è uno scrittore canadese, famoso per la serie di romanzi high fantasy Il Libro Malazan dei Caduti (Malazan Book of the Fallen).

## Biografia
Nato a Toronto, ha trascorso la sua infanzia nella città di Winnipeg e ha vissuto per molti anni nel Regno Unito, in compagnia della moglie e del figlio. Recentemente ha fatto ritorno a Winnipeg. Archeologo ed antropologo, si è laureato all'Iowa Writers Workshop.
Il suo debutto nella narrativa fantasy, I giardini della Luna, è il primo tomo su un'epica serie di cronache sull'Impero Malazan, ed ha subito conquistato ottime critiche da parte degli esperti e dei lettori. Questo libro è stato candidato per il World Fantasy Award; mentre il secondo libro della serie, La dimora fantasma, è stato votato come uno dei 10 migliori racconti fantasy dell'anno.
Da notare che il titolo inglese dell'intera saga, Malazan Book of the Fallen, è stato tradotto erroneamente nella versione italiana come "La caduta di Malazan"; una traduzione più rispettosa delle intenzioni dell'autore (oltre che della lingua inglese) sarebbe stata "Il libro Malazan del Caduto". Dal 2013 la pubblicazione dei libri in italiano nella prima edizione è stata interrotta alla pubblicazione del libro "I segugi dell'ombra - prima parte". Una seconda edizione con titolo corretto (Il libro Malazan dei Caduti), copertine originali e libri non divisi è iniziata nell'ottobre 2015 e la saga ha visto la sua conclusione nella versione Italiana alla fine del 2016.

## Opere

### Il Libro Malazan dei Caduti
Il libro Malazan dei Caduti o La caduta di Malazan (in inglese Malazan Book of the Fallen) si compone di dieci volumi:
- I giardini della Luna (Gardens of the Moon), 1999
- La dimora fantasma (Deadhouse Gates), 2000
- Memorie di ghiaccio (Memories of Ice), 2001
- La casa delle catene (House of Chains), 2002
- Maree di mezzanotte (Midnight Tides), 2004
- I cacciatori di ossa (The Bonehunters), 2006
- Venti di morte (Reaper's Gale), 2007
- I segugi dell'ombra (Toll the Hounds), 2008
- La polvere dei sogni (Dust of Dreams), 2009
- Il dio storpio (The Crippled God), 2011

### Trilogia del Testimone
- Il dio indifferente (The God is Not Willing), 2022

### Trilogia Kharkanas
- Forge of Darkness (2012)
- Fall of Light (2016)
- Walk in Shadow (TBA)

### Altre opere
- Rejoice, Una storia del primo contatto, 2018

### Altre opere non tradotte in italiano
- Blood Follows, 2002 (è una novella che presenta Bauchelain e Korbal Broach, ed è collocabile giusto prima degli eventi narrati in Memorie di Ghiaccio)
- The Healthy Dead, 2004
- The Lees of Laughter's End, 2007
- Revolvo, 2008
- Crack'd Pot Trail, 2009 (seconda novella incentrata su Bauchelain e Korbal Broach)
- The Wurms of Blearmouth, 2012 (terza novella incentrata su Bauchelain e Korbal Broach)
- The Devil Delivered and Other Tales, 2012
- Willful Child, 2014
- Willful Child: Wrath of Betty, 2016
- The Fiends of Nightmaria, 2016 (quarta novella incentrata su Bauchelain e Korbal Broach)